# Chalarus leticiae
Chalarus leticiae är en tvåvingeart som beskrevs av Christian Kehlmaier 2003. Chalarus leticiae ingår i släktet Chalarus och familjen ögonflugor.
Artens utbredningsområde är Spanien. Inga underarter finns listade i Catalogue of Life.